# 李兑
李兑（？—？），封奉陽君，中國战国时期赵国政治人物，赵惠文王时期的相国。

## 生平
赵武灵王禪讓予其子赵惠文王，自称主父。
前295年，主父的长子安陽君公子章與其宰相田不禮發動沙丘之亂，想要自立為王，被李兑和公子成击败，田不禮被殺。安陽君公子章逃到了主父宫，主父接納了公子章，於是公子成和李兌繼續圍困主父宫，把公子章殺死。公子成和李兌商量：「因為公子章的緣故而圍攻主父，休兵的話，一定會被滅族。」於是繼續圍困，對宮中人說：「晚出來的人，滅族。」，宮中人都逃了出來。公子成和李兌不讓主父出來，三個月後，主父在宮中餓死。
事後，公子成为相，号稱安平君，李兑为司寇。公子成死后，李兑担任相国，封奉阳君。他和苏秦主持五国合纵攻秦。

## 延伸阅读
[在维基数据编辑]